# Bonshtedtite
La bonshtedtite è un minerale.